# Castro de Fazouro

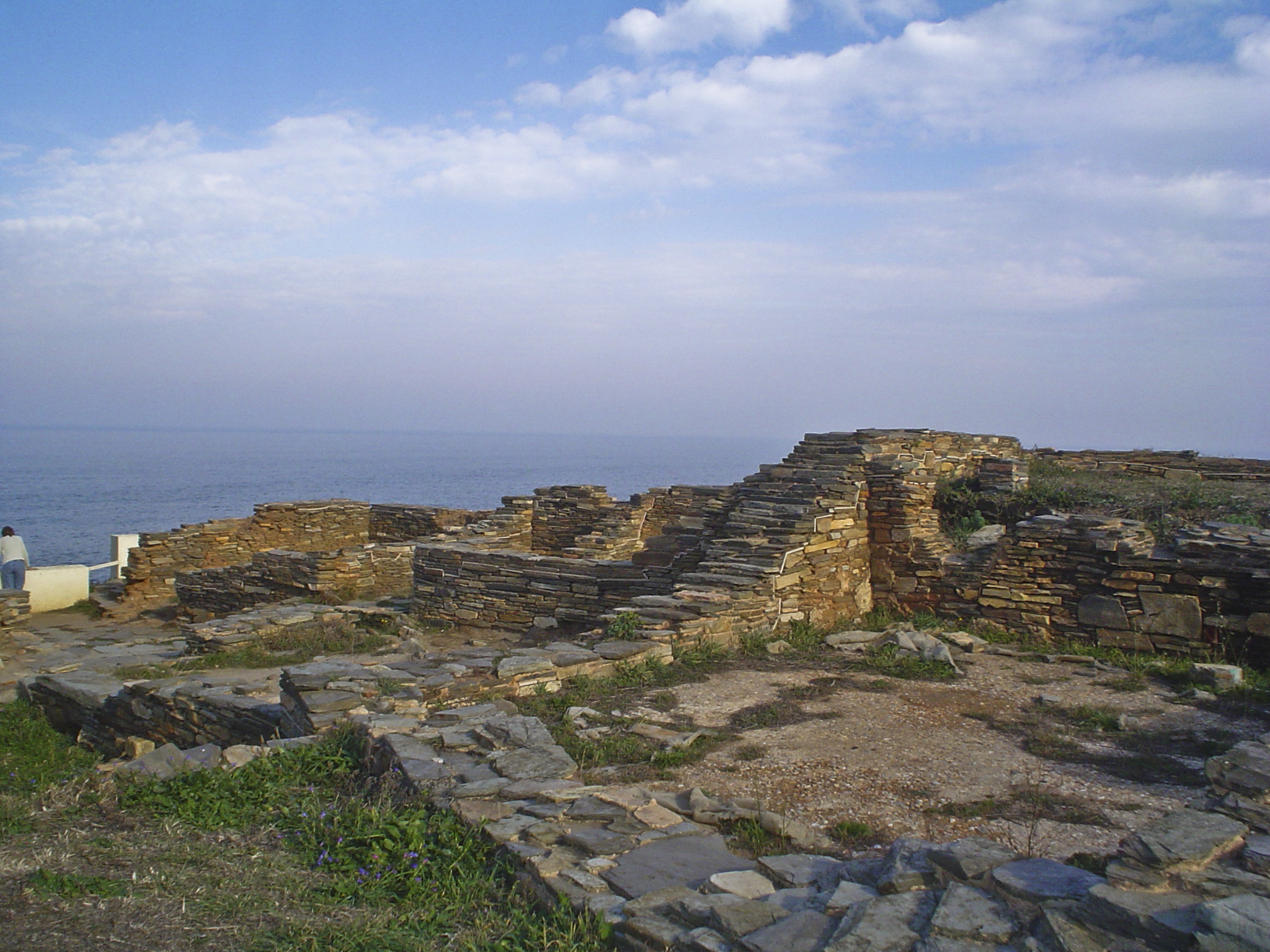
Restos excavados del castro de Fazouro.

El castro de Fazouro es un antiguo castro situado en la parroquia de Fazouro, en el término municipal de Foz (Provincia de Lugo, Galicia). Ha sido datado entre los siglos I y III d. C. Actualmente se conserva como museo, siendo el único en la costa cantábrica gallega.

## Situación
Está asentado sobre un terreno de suave relieve junto al mar Cantábrico. Su acceso por tierra está delimitado por un foso definido, bastante colmado por tierra y por el terraplén de una pista. No se observa la muralla. Se calcula que la superficie total del castro es de unos 700 m², y la parte excavada se sitúa en la parte norte del mismo. Esta superficie se ha reducido debido a la erosión marina que habría hecho desaparecer entre 25 y 30 metros de terreno hacia el mar.

## Restos
Salvo una construcción de planta ovalada, predomina la edificación de planta cuadrada, con esquinas angulares o redondeadas. Entre ellas se sitúan patios o zonas de paso enlosadas. Probablemente las edificaciones formasen pequeños grupos, pertenecientes a unidades familiares.
Algunas edificaciones poseen bancos de piedra adosados interiormente a los muros, que servían como lugar de descanso, área de trabajo o repisa. En el interior de las viviendas se conservan los restos de hogares (para hacer fuego), generalmente de planta cuadrada, situados hacia el centro del espacio útil. Algunos muros presentan restos de un revoque en el paramento interior.
En una de las construcciones de planta cuadrada más próxima al mar, en la que se conservaba el lugar de acceso y el enlosado, aparecieron, adosados a la pared exterior, nueve peldaños que conducían a una plataforma de piedra que presumiblemente actuaba como segunda planta. Las estructuras corresponden al último momento de ocupación del castro (finales del siglo III). Su estratigrafía denota una continuidad en la construcción, ocupación e abandono.

## Materiales
El conjunto cerámico presenta gran fragmentación, si bien se pudieron reconstruir algunos formatos menores como ollas, fuentes (con engobe rojo) y una mínima representación de jarras y tazas. Hay fragmentos muy alterados de cerámica fina, sigillata con solo fragmento de decoración de círculos concéntricos. Las técnicas empleadas en la decoración son el bruñida y la  decoración incisa. A pesar de que se encontraron bastantes restos metálicos en el recinto, solo se identificaron seis clavos e algunos fragmentos informes. En bronce apareció una fíbula anular en omega y un alfiler de pelo. También se encontró un antoniniano de mediados del siglo III durante la limpieza del enlosado y otra moneda con ceca de Clunia, sin determinar su procedencia. Entre los materiales orgánicos destacan restos de ganado bovino.

## Datación
Por los restos hallados se data el recinto en una época próxima a la romanización.
La fíbula y la moneda, así como algunos fragmentos de cerámica en los niveles de relleno de la estructura n.º 7, llevan al período entre finales del siglo I y comienzos del II. Se documenta la progresiva influencia en la población indígena de otra externa más evolucionada, estando esta llegada asociada a una explotación más intensa del espacio (minería). Este fenómeno de aculturación y evolución no fue traumático.

## Excavaciones y conservación
El castro fue excavado y estudiado en los años 1963 y 1965. Su descubrimiento fue realizado por Leopoldo Carro Moledo, vecino de Foz e hijo del matrimonio de fotógrafos conocido como Foto Celta. Identificó la localización del yacimiento e impulsó activamente su protección, poniéndose en contacto con el entonces alcalde de Foz, José María Beltrán Veiga. Carro Moledo también participó directamente en la organización y supervisión de las primeras labores de excavación, que fueron realizadas por trabajadores municipales.

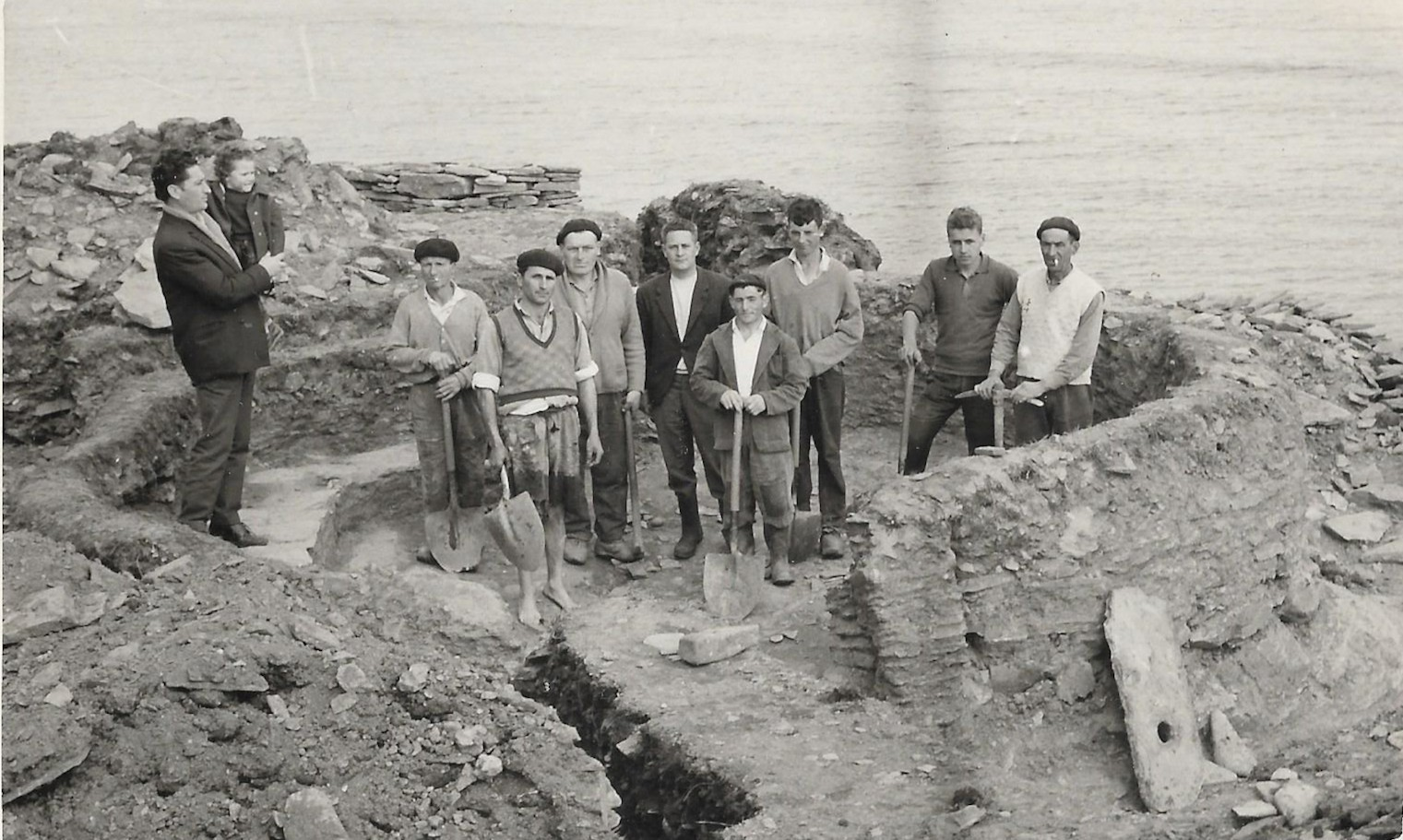
Fotografía de la primera excavación del castro de Fazouro (1963), promovida por Leopoldo Carro Moledo (al centro). Imagen del archivo familiar.

Posteriormente, la información fue trasladada a los arqueólogos José González de Sela y Torres y J.J. Suárez Acevedo, quienes se hicieron cargo de los trabajos como especialistas en el área. Ambos publicaron en 1963 un artículo en el Archivo Español de Arqueología titulado Noticia sobre el castro de Fazouro, en el municipio de Foz (Lugo), donde se recogen los primeros hallazgos y conclusiones derivados de la excavación.
Las últimas intervenciones se llevaron a cabo entre 1988 y 1993, con el objetivo de consolidar y restaurar el castro para su conservación al aire libre y su musealización. Actualmente, el yacimiento puede visitarse libremente. Fue declarado Bien de Interés Cultural (BIC) en 2017 por la Junta de Galicia, con la categoría de yacimiento arqueológico.